# Acacoyagua
Acacoyagua es una localidad del estado mexicano de Chiapas, cabecera del municipio homónimo ubicada en la zona costera, reconocida por ser uno de los lugares de asentamiento de los primeros colonos japoneses en México. Fue fundada en 1947.

## Toponimia
El nombre ACACOYAGUAA proviene del náhuatl y se traduce como "sede del caudillo" o "lugar de grandes señores".

## Geografía
La localidad está ubicada en la posición 15°20′24″N 92°40′27″O / 15.34000, -92.67417, a una altitud de 77 m s. n. m.
Según la clasificación climática de Köppen, el clima corresponde al tipo Aw - tropical seco.

## Demografía
Cuenta con 8092 habitantes lo que representa un incremento promedio de 0.76% anual en el período 2010-2020 sobre la base de los 7515 habitantes registrados en el censo anterior. Ocupa una superficie de 4.178 km², lo que determina al año 2020 una densidad de 1937 hab/km².
| Gráfica de evolución demográfica de Acacoyagua entre 2000 y 2020  |
|                                                                   |
| Fuente: Instituto Nacional de Estadística Geografía e Informática |

En el año 2010 estaba clasificada como una localidad de grado alto de vulnerabilidad social.
La población de Acacoyagua está mayoritariamente alfabetizada (5.13% de personas analfabetas al año 2020) con un grado de escolarización en torno de los 8 años. Solo el 0.58% de la población es indígena.